# Harda (huyện)
Huyện Harda là một huyện thuộc bang Madhya Pradesh, Ấn Độ. Thủ phủ huyện Harda đóng ở Harda. Huyện Harda có diện tích 3339 ki lô mét vuông. Đến thời điểm năm 2001, huyện Harda có dân số 474174 người.